# 富山県立砺波工業高等学校
富山県立砺波工業高等学校（とやまけんりつ となみこうぎょうこうとうがっこう、英: Toyama Prefectural Tonami Technical High School）は、富山県砺波市鷹栖にある公立の工業高等学校。通称は表記上は砺工だが、砺波高等学校の砺高「とこう」と区別するため「となこう」（砺波（とな）み工業であることから）と呼ばれている。10月に学園祭「鷹工展（ようこうてん）」が開催される。砺波市内唯一の工業高等学校である。

## 設置学科
- 機械科
- 電気科
- 電子科

## 沿革
- 1958年（昭和33年）4月1日 - 富山県立砺波高等学校に工業科を設置し、機械科新設。
- 1959年（昭和34年）11月25日 - 機械科実習場第1期工事竣工。
- 1960年（昭和35年）
  - 4月1日 - 電気科新設。
  - 6月27日 - 機械科実習場第2期工事竣工。
- 1962年（昭和37年）
  - 4月1日 - 砺波高等学校より分離し、現在地に富山県立砺波工業高等学校として開校。化学機械科新設。
  - 4月30日 - 開校記念式挙行[1]。
  - 9月5日 - 電気科実習場竣工。
- 1963年（昭和38年）
  - 3月27日 - 化学機械科実習場竣工。
  - 3月30日 - 本館第1期工事竣工。
  - 4月1日 - 電子科新設。
- 1964年（昭和39年）3月20日 - 本館第2期工事竣工。
- 1965年（昭和40年）
  - 3月31日 - 体育館・図書館竣工。
  - 10月3日 - 校舎・体育館・図書館落成式挙行。
- 1966年（昭和41年）4月1日 - 化学機械科を機械科に学科改編。
- 1968年（昭和43年）
  - 3月31日 - 機械科・電子科実習場竣工。
  - 12月4日 - 本館普通教室増設。
- 1969年（昭和44年）
  - 10月12日 - 食堂・生徒ホールを教育振興会より寄付採納。
  - 10月15日 - 敷地・建物・武道場等砺波市より寄付採納。
- 1970年（昭和45年）11月30日 - 本館普通教室増設。
- 1971年（昭和46年）4月1日 - 繊維工学科・化学工学科新設。
- 1972年（昭和47年）
  - 2月9日 - 繊維工学科・化学工学科実習場第1期工事竣工、電子科・機械科実習場増設。
  - 12月20日 - 本館普通教室増設。
- 1973年（昭和48年）
  - 3月20日 - 繊維工学科・化学工学科実習場第2期工事竣工。
  - 4月5日 - 敷地を砺波市より寄付採納。
- 1974年（昭和49年）3月30日 - 特別教室（家庭科施設等）本館渡り廊下・実習等渡り廊下増設。
- 1975年（昭和50年）10月1日 - 繊維工学科材料薬品庫増設。
- 1976年（昭和51年）
  - 7月5日 - 柔剣道場竣工。
  - 12月9日 - 運動場拡張整備。
- 1978年（昭和53年）
  - 4月1日 - 電気科・電子科を一括募集となる。
  - 5月4日 - 本校前の国道359号線に歩道を新設し道路敷地へ。
- 1980年（昭和55年）3月27日 - 排水処理施設設備竣工。
- 1982年（昭和57年）4月1日 - 化学工学科を化学工業科に学科改編。
- 1983年（昭和58年）3月28日 - 鷹工会館を砺波工業高校記念会館建設委員より寄付採納。
- 1988年（昭和63年）9月7日 - グラウンド夜間照明設備竣工。
- 1990年（平成2年）9月5日 - 第2体育館竣工。
- 1994年（平成6年）
  - 4月1日 - 電気科･電子科の一括募集を廃止し、単独募集。化学工業科・繊維工学科の募集停止。
  - 11月22日 - 運動場拡張。
- 1995年（平成7年）12月11日 - テニスコート整備造成工事竣工。
- 1997年（平成9年）2月26日 - 第1体育館改修。
- 1998年（平成10年）4月1日 - 校内LAN設置。
- 2000年（平成12年）
  - 4月1日 - ホームページ開設。
  - 7月31日 - 運動場整備竣工。
- 2001年（平成13年）3月25日 - トレーニングハウス竣工。
- 2010年（平成22年）3月25日 - 耐震補強工事（第1体育館・食堂棟・機械科実習棟）。
- 2011年（平成23年）
  - 1月7日 - 耐震補強工事（管理教室棟）。
  - 10月29日 - 観覧用スタンド・器具庫を同窓会より寄付採納。
- 2012年（平成24年）3月27日 - 耐震補強工事（電気電子実習棟）。
- 2027年（令和9年） - 工業科の一括募集を導入し、1年次後半より建設系学科（新設）、機械設計や加工技術・自動制御などを学ぶ学科、電気・情報系の学科に分かれる制度に移行する（予定）[2]。

## 部活動
野球部は2010年夏（第92回）に甲子園出場。
機械工学部は第26回全国高等学校ロボット競技大会で優勝、文部科学大臣賞を受賞。第27回全国高等学校ロボット競技大会で準優勝
- 運動部 - 野球、サッカー、ラグビー、バドミントン、剣道、ソフトテニス、陸上競技、バレーボール、柔道、バスケットボール、卓球、弓道、スキー
- 文化部 - 吹奏楽、放送、囲碁・将棋、美術、新聞
- 工学部（文化部）- 機械工学、電気工学、電子工学

## 校歌
作詞：大島文雄、作曲：小沢慎一郎

## アクセス
- JR城端線砺波駅 徒歩25分

## 著名な出身者
- 櫻井嘉実（元プロ野球選手）
- 高堀和也（元プロ野球選手）